# Esko Seppänen

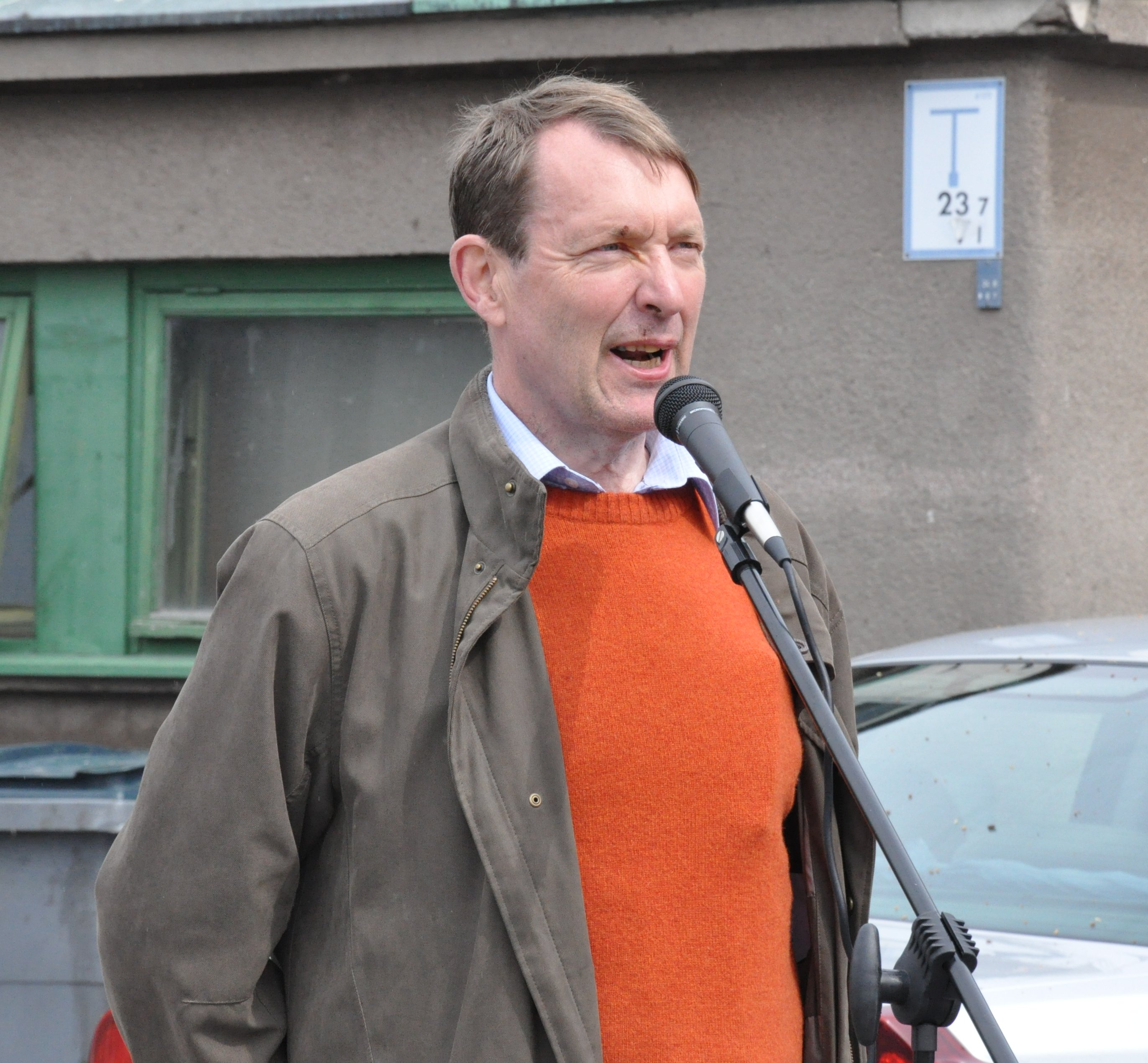
Esko Seppänen (2009)

Esko Seppänen este un om politic finlandez de stângă, membru al Parlamentului European în perioada 1996-2009 din partea Finlandei.
1. ↑  Autoritatea BnF, accesat în 31 decembrie 2019
2. ↑  „Esko Seppänen”, Freebase Data Dumps[*] Verificați valoarea |titlelink= (ajutor)
3. ↑  Deputații în Parlamentul European